# Оперативний резерв золота
Оперативний резерв золота — складова частина Державного фонду дорогоцінних металів і дорогоцінного каміння України, визначена як резерв для забезпечення невідкладних потреб національної економіки. Обсяги зарахування дорогоцінних металів до оперативного резерву золота та їх відпуску визначаються Кабінетом Міністрів України за пропозиціями Мінфіну.